# 京都快運號
京都快運號（英語：Kyoto Express）為現代重工為赫伯羅特建造的貨櫃船，全長335.47米（1,100英尺7英寸），寬42.94米（140英尺11英寸），吃水14.61米（47英尺11英寸），其容量為8606 TEU，註冊於德國，於2005年5月30日動工，2005年8月19日完工，2005年11月14日交付並投入服務。

#### 科伦坡快运级货柜船
- 布萊梅快運號
- 芝加哥快運號
- 科伦坡快运号
- 漢諾威快運號
- 吉隆坡快運號
- Osaka Express
- 青島快運號

## 外部連結
- Hapag-Lloyd （页面存档备份，存于）